# Nils Hast
Nils Bernhard Hast, född 20 augusti 1902 i Hörby, Malmöhus län, död 4 februari 1997, var en svensk byggnadstekniker och vetenskapsman.
Nils Hast var 1945–1955 professor i byggteknik vid Kungliga Tekniska högskolan. Han blev ledamot av Ingenjörsvetenskapsakademien 1958 och invaldes 1964 i Vetenskapsakademien.
Nils Hast var en mångsidig vetenskapsman vars forskargärning spänner över vida fält. Efter avgången från sin professur bedrev han ända fram i hög ålder en intensiv verksamhet vid sitt eget forskningslaboratorium i Stockholm.
Nils Hast var pionjär inom forskning om förhållandet mellan byggnadsmaterialens egenskaper och ultrastruktur, och blev en av de första i Sverige som använde elektronmikroskop, bland annat för att undersöka leror, fiberproteiner och metallhinnors ultrastruktur. Han var 1948 med om att grunda Skandinavisk Förening för Elektronmikroskopi, och blev dess förste ordförande. Han erhöll 1948 Arnbergska priset för en metod att framställa extremt tunna metallhinnor genom förångning.
Intresset för byggnadsmaterialens fysikaliska egenskaper och reaktion på tryck och spänningar ledde Nils Hast in på bergtrycksforskningen där han var den som upptäckte, mätte in och definierade horisontella spänningar i berget. Detta var en fantastisk upptäckt med vida applikationer ur såväl teoretisk som praktisk synpunkt. 1961 tilldelades han Polhemspriset i guld för sina banbrytande studier av jordens horisontella spänningsfält.
Under 1970-talet gick han in i den allmänna debatten och förordade användandet av jordvärme som en billig och säker energikälla. Han varnade även för en övertro på säkerheten i att slutförvara utbränt kärnbränsle i berggrunden.